# Colin Clarke
Colin John Clarke (Newry, 30 ottobre 1962) è un allenatore di calcio ed ex calciatore nordirlandese, di ruolo attaccante.

## Carriera
Ha partecipato al Campionato mondiale di calcio 1986 con l'Irlanda del Nord.

## Palmarès

### Giocatore

#### Competizioni internazionali
- Coppa UEFA: 1

Ipswich Town: 1980-1981